# 红背甜槠
红背甜槠（学名：Castanopsis neocavaleriei）为壳斗科锥属下的一个种。

## 扩展阅读
- 維基物種上的相關：红背甜槠